# یواس‌اس تریتون (وای‌تی-۱۰)
یواس‌اس تریتون (وای‌تی-۱۰) (به انگلیسی: USS Triton (YT-10)) یک کشتی بود که طول آن ۱۰۷ فوت (۳۳ متر) بود. این کشتی در سال ۱۸۸۸ ساخته شد.